# 台灣烏腳病醫療紀念館
台灣烏腳病醫療紀念館，過去稱為金河診所，是一座位於臺灣臺南市北門區永隆村的一處診所，由「臺灣烏腳病之父」之稱的王金河所創立，現則作為展示王金河、烏腳病歷史等相關紀錄的紀念館使用。

## 沿革
烏腳病早於日治時期就在臺灣西南沿海地區流行，其中又以臺南北門、學甲及嘉義布袋、義竹等地作為嚴重，由於當地醫療設施落後，因此該病症並未引起總督府當局注意。直至第二次世界大戰結束後，高聰明、高上榮於1954年以「特發性脫疽」發表於醫學雜誌。後在1956年發生在復榮村的大規模流行，其嚴重性引起臺灣衛生和醫學界的注意。
1944年3月，王金河早於北門開設金河診所，戰後則因投入烏腳病研究，因而與芥菜種會成立基督教芥菜種會北門免費診所，為北門與嘉義周邊地區的患者提供近25年的免費醫療服務，此也多次協助康復的患者與相關家屬等人士進行復健與後事，設立烏腳病患手工藝生產中心，更在與孫理蓮及謝緯等醫師的合作下持續行醫，隨著嘉南沿海地區生活改善，最終在大量食物自外供給後，烏腳病逐漸絕跡。。
2006年間，時任臺南縣縣長蘇煥智向文化建設委員會爭取經費，將金河診所整建為臺灣烏腳病醫療紀念館，早於2003年5月24日正式成立籌備處，期間王金河不厭其煩奔波臺北及台南，終於在2006年11月正式動工，2007年9月底完工，成為臺灣第一座以醫療為主題的文化館。該年9月29日開館時，由時任總統陳水扁應邀致詞。陳總統也在同年贈頒三等景星勳章給予王金河。

## 展覽
目前烏腳病醫療紀念館由王金河及其親友所籌設的「財團法人王金河文化藝術基金會」接手營運，館舍內分為六大展區：導覽區、見證區、手術區、診療區、藥局病例區、愛與奉獻區，以展示昔日金河診所醫療設備、王金河治療時所使用之器械工具、患者醫療資料、以馬福林防腐劑保存的患者殘肢樣本等文物。

## 外部連結
- 台灣烏腳病醫療紀念館 - 官方網站 （页面存档备份，存于）
- 台灣烏腳病醫療紀念館 - 雲嘉南濱海國家風景區 （页面存档备份，存于）
- 台灣烏腳病醫療紀念館 - - 交通部觀光局 （页面存档备份，存于）